# Case del Conte
Case del Conte (Casa ru Conte in dialetto cilentano) è una frazione di Montecorice, in provincia di Salerno con 235 abitanti.

## Geografia fisica

### Posizione
La località, al centro-nord del Cilento, è situata al confine del comune di Montecorice con Castellabate, rappresentato dal torrente Rio dell'Arena, ed è attigua alla frazione di Ogliastro Marina. È piuttosto vicina anche al confine, collinare col comune di Perdifumo, alla frazione Giungatelle. Dista circa 6 km da Montecorice.

### Caratteristiche
Case del Conte sviluppa il suo articolato abitato sulla SS 267, dalla zona chiamata Pietà (al bivio per Ogliastro), proseguendo su una serie di curve fino alla costa tirrenica, a ridosso delle colline. Il paese conta una grande e lunga spiaggia, circondata da macchia mediterranea e condivisa con Ogliastro Marina, al cui centro si trova una torre borbonica. La strada che porta ad essa dal centro del paese vede una recente urbanizzazione, contigua a quella della contrada ogliastrese "Arena", costituita principalmente da seconde case per turisti. Lungo la strada provinciale che porta a Perdifumo e Castellabate si estende con 2 piccole contrade interne, Mainolfi e Giungatelle, quest'ultima omonima alla vicina frazione di Perdifumo.

### Lavori di riqualificazione
A partire dalla fine del 2014 Case del Conte è oggetto di numerosi lavori di riqualificazione. In particolar modo lavori che riguardano l'arredo urbano e la depurazione delle acque nella Baia denominata Arena, contigua ad Ogliastro Marina (Comune di Castellabate).

## Storia
L'origine del nome fa riferimento ai conti Matarazzo antichi possidenti terrieri della zona. Il nome originario del paese era "casino del conte" perché era una zona agricola; tutti i prodotti della terra venivano messi in una grande casa che veniva chiamata "casino"; nel 1909 assunse poi il nome di "case del Conte". Quella casa è ancora esistente ed ha più di trecento anni.

## Economia

### Turismo

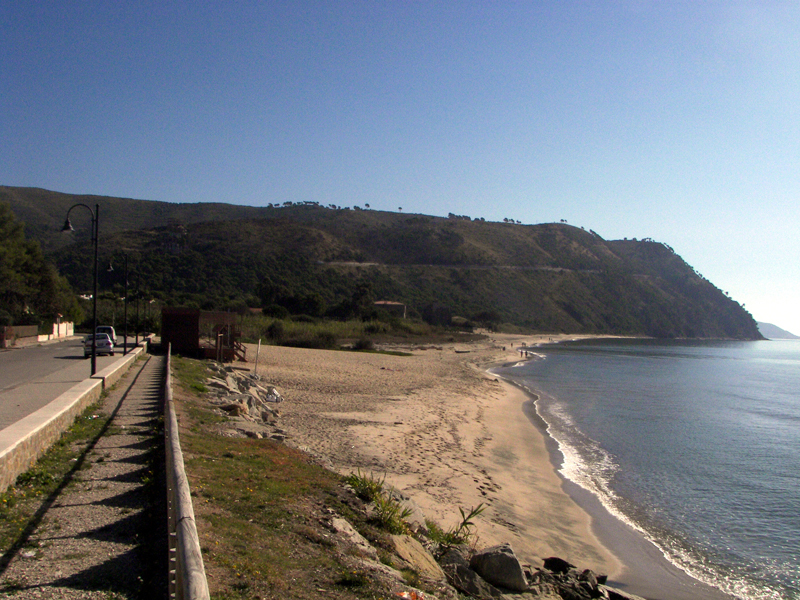
La grande spiaggia di Case del Conte vista da Ogliastro Marina

Case del Conte è una località turistica balneare piuttosto recettiva d'estate, secondaria rispetto ad Agnone (anch'essa frazione di Montecorice), anche per via della sua posizione all'interno del Parco nazionale del Cilento e Vallo di Diano. È collegata a Salerno e Napoli tramite autobus a cadenza oraria che fanno capolinea ad Acciaroli.

## Sport

### Impianti sportivi
Campo di calcetto "Nicola Romito" in erba sintetica, costruito nel 2015.
Campo di Beach Volley, di solito allestito nella spiaggia di Case del Conte nel periodo estivo.